# Vorgod-Barde
Vorgod-Barde is een plaats in de Deense regio Midden-Jutland, gemeente Ringkøbing-Skjern, en telt goed 1.000 inwoners. Oorspronkelijk waren Vorgod en Barde aparte kernen, maar sinds 2009 wordt het als een plaats beschouwd.